# Czerwona Besa
Czerwona Besa (tyt. oryg. Besa e kuqe) – albański film fabularny z roku 1982 w reżyserii Piro Milkaniego.

## Opis fabuły
Akcja filmu rozgrywa się w czasie II wojny światowej. Historia pięciu partyzantów, działających w ruchu oporu, którzy zginęli w sierpniu 1944 w bitwie koło wsi Vigu. Śmierć partyzantów uczczono pomnikiem, który do niedawna stał w centrum Szkodry. Użyte w tytule słowo "besa" odnosi się do przysięgi, złożonej przez partyzantów.
W roli statystów w filmie wystąpili pracownicy kołchozu w Mirditë.

## Obsada
- Roza Anagnosti jako Mrika
- Ilirjan Fatkoja jako Sami
- Xhevdet Ferri jako Pal
- Astrit Hasani jako Toma
- Elez Kadria jako Pjeter Ukakuqi
- Tinka Kurti jako Dila
- Eduard Makri jako Gjergji
- Petrit Malaj jako Petrit
- Robert Ndrenika jako Gjon
- Bep Shiroka jako bajraktar
- Anastas Kristofori jako Ndoc Marku
- Ndrek Shkjezi jako Finok, stary człowiek szukający zapałek
- Kastriot Çaushi jako Kelmend
- Ahmet Pasha jako Jaku
- Gjon Kola jako Ndue Prenga
- Nefail Piraniqi jako Bib Ndou
- Luan Qerimi jako Ndoc Marku
- Dervish Biba jako Jaku
- Zehrudin Dokle jako Zef Luga
- Zef Nikolla jako Marku
- Elda Treska jako narzeczona
- Met Sheshi jako żandarm
- Lin Loku jako starzec
- Hasan Mehja jako Glini
- Drane Porgega jako narzeczona
- David Elmasllari
- Llesh Nikolla